# 訥親
訥親（穆麟德轉寫：necin，？—1749年），滿洲鑲黃旗人，清朝政治人物、清朝兵部尚書、大学士、军机大臣。钮祜禄氏，额亦都的曾孙。
遏必隆之孙。父尹德，讷亲是次子。
雍正五年（1727年），袭二等公，授散秩大臣。九月为御前大臣，因为勤谨廉洁，“其居第巨獒縛扉側，絕無車馬跡”，被雍正帝看重。曾任內大臣。
雍正十一年（1733年），擢升军机大臣，参与机务。
乾隆帝即位，讷亲协力总理事务，晋封一等公，乾隆帝称他为第一宣力大臣。
乾隆二年（1737年）正月庚子，接替那蘇圖，擔任清朝兵部尚書，后改吏部尚書，由鄂善接任。
乾隆十年（1745年），讷亲为保和殿大学士。
乾隆十三年（1748年），主持大小金川之役。讷亲毫无军事经验，遙坐營帳中指揮，又與張廣泗不和，先胜后败，只好久围之计，请朝廷增兵三万，劳師糜餉。乾隆帝对讷亲彻底失望，另遣傅恒代任经略。
乾隆十四年（1749年），命押解讷亲回京，命以其祖遏必隆之遗刀，赐訥親自尽。

## 延伸阅读
[在维基数据编辑]
 《清史稿·卷301》，出自趙爾巽《清史稿》